# ティモテオスの肖像
『ティモテオスの肖像』（ティモテオスのしょうぞう、英: Timotheus）は、初期フランドル派の画家ヤン・ファン・エイクが1432年に描いた絵画。オーク板に油彩で描かれた板絵で、『レアル・スーヴェニール』あるいは単に『男性の肖像』と呼ばれることも多い。描かれている男性が誰なのかは伝わっていないが、当時よく描かれていた理想に基づく架空の人物ではなく、その外貌から実在の人物だと考えられている。『ティモテオスの肖像』は1857年にロンドンのナショナル・ギャラリーが購入し、以来ナショナル・ギャラリーに常設展示されている 。
描かれている男性は謎めいた表情を浮かべており、漂う雰囲気とその外観とは不釣り合いな印象を与えている。男性の容貌は「地味で素朴」と表現されているが、物思いにふける内省的な表情にも見える。多くの美術史家が男性の表情に悲哀が見られることを指摘しており、美術史家エルヴィン・パノフスキーはこの悲しみがおそらく「孤独」から来ていると解釈している。
画面下部には石を模した欄干のようなものが描かれ、その表面に三行の銘が記されている。とくに二行目の銘は石に刻まれているように見える錯視的効果を与える手法で描かれている。銘の一行目にはギリシア語で「TγΜ.ωΟΕΟς」と読める銘が記されている。この文言が何を指しているのかについては諸説あるが、『ティモテオスの肖像』という作品名の由来となっている。二行目にはフランス語で「Léal Souvenir」（忠臣の追悼）と記されており、この作品が描かれている男性の死後に追悼の意をこめて制作されたことを示している。三行目にはファン・エイクの署名と制作年が法律文書のような文体で記されている。描かれている男性の素性が判明していないとはいえ、ブルゴーニュ公フィリップ3世の宮廷画家だったヤン・ファン・エイクが肖像画を描くに足る、ブルゴーニュ宮廷の重要人物だったと推測されている。
19世紀の美術史家ヒッポリト・フィアンス・ゲヴァルトはギリシア語で記された「ティモテオス」が、古代ギリシアの詩人、音楽家であるミレトスのティモテオス (en:Timotheus of Miletus) だと推測した。20世紀の美術史家エルヴィン・パノフスキーも、ティモテオスという名前を持つ著名な古代ギリシア人を精査した。そして、歴史上著名な「ティモテオス」の多くは宗教家あるいは軍人であり、この作品に描かれている男性が着用している衣服とは合致しないとして、消去法の結果ゲヴァルトと同じく音楽家のミトレスのティモテオスのことであると結論付けている。パノフスキーはミレトスのティモテオスが、フィリップ3世の宮廷で高く評価されていたと考えていた。ただし、現在の研究家たちは、三行目に法律文書のような文体で記された銘から、描かれている男性はフィリップ3世の法律顧問官だったのではないかとするものも多い。
『ティモテオスの肖像』は、直接的あるいは間接的に何度も模写された。銅板に描かれたよく似た肖像画がベルガモやトリノで見つかっているほか、ファン・エイクの弟子といわれるペトルス・クリストゥスが1446年に描いた『カルトゥジオ会修道士の肖像』には、『ティモテオスの肖像』のような彫刻風の銘が記された欄干が画面最下部に描かれている。

## 外観
『ティモテオスの肖像』は、中世後期の西洋美術で世俗の人物を描いた肖像画としては現存する最古の作品のひとつで、西洋絵画に新たな境地をもたらした象徴的な作品ともいわれている。その写実性や鋭い観察眼による男性の表情の詳細表現など、様々な点に新たな表現技法が見て取れる。このような写実表現を画家たちにもたらしたのは、油彩技法の革新だった。油彩の発展が滑らかで透明感のある画肌を実現し、何層にもわたる顔料の重ね塗りを可能とした。顔料がまだ濡れている状態での重ね塗りやかき混ぜることが可能であることが、画家たちに精密な詳細表現をもたらしたのである。反射する光の明度の描き分け、陰影表現や、光が周囲に与える微細な効果描写も、透明で艶のある画肌を得ることができる油彩で可能となった絵画技法だった。

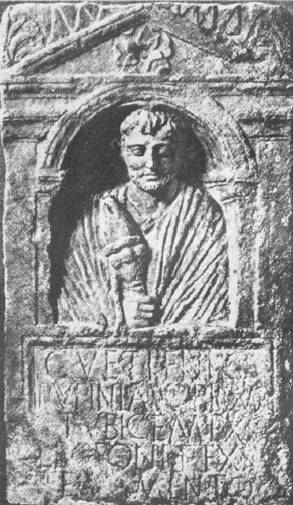
ヴェティエヌス・ウルビクスの墓碑彫刻。サン＝ジェルマン＝アン＝レーのフランス国立考古学博物館が所蔵している。斜め向きの顔、欄干、欄干に記された銘などは、古代ローマ彫刻からの影響を受けている。

『ティモテオスの肖像』の銘が記された欄干は石を模して描かれており、表面のひび割れや傷も表現されている。このモチーフは古代ローマの葬礼美術 (en:funerary art)、とくに石造りの墓碑の影響を受けている。死者を描いた肖像画に厳粛な雰囲気をもたらしているこの欄干は、複数の役割を与えられている。欄干表面に描かれたひび割れや傷は悠久の時の流れを示唆し、美術史家エリザベト・ダネンスは「現世のはかなさ、あるいは石が持つ遙かな記憶」を表しているとした。さらに石に模された欄干は、描かれている男性の専門的技能を刻むのに最適な土台の役割も担っている。ミラード・メイスは、『ティモテオスの肖像』がファン・エイクが人物を描いた絵画として知られる作品としては二番目に古い作品であることを指摘し、男性の大きさとの比較において欄干のサイズが目立つのは、若きファン・エイクが経験不足で、構成力が未熟だったためではないかと推測した。メイスはファン・エイクが「自身が持つ高度な絵画技量を見せつけようとするがあまりに、全体の構成を疎かにしてしまった」のではないかとしている。
『ティモテオスの肖像』の下塗りにはおそらくチョークが使用されている。赤外線による解析で短いハッチングの痕跡、顔、両腕、両手の下絵が発見された。両手の描写は下絵から変更されており、下絵の指はもっと短く、右手の親指はさらに立てられていた。また欄干の高さも下絵の方が低く表現されていた。また、顔料の解析によって顔の肌色が白色と朱色の色素の混合により作成され、赤色のレーキ顔料の上に灰色、黒色、青色、群青色で縁どりと陰影が表現されていることが判明している。
『ティモテオスの肖像』の支持体となっているのは薄さ8mmのオークの一枚板で、画肌ぎりぎりまで切り落とされており、顔料が塗布されていない箇所は画面左上のごく一部のみである。取り付けられている補強材は、おそらく19世紀に交換されている。現在の補強材は8本の木片で、4本は画面裏側の縁を囲む骨組みとして、残り4本は留め具として使用されている。

### 描かれている男性
『ティモテオスの肖像』には、背景が黒一色の狭いスペースに男性が描かれている。身体に比べて頭部がやや大きく見えるのは、ファン・エイクが描いた肖像画の典型例である。男性は当時のブルゴーニュ公国でありふれた衣装だった、赤のローブを着用し、垂れ飾りのついた緑の頭巾（シャペロン (en:Chaperon (headgear))）を巻きつけている。頭巾には二つのボタンで留められた毛皮の縁取りがあり、垂れ飾りは男性が腕を預けているように見える欄干まで伸びている。男性の左手は垂れ飾りの端を握りこんでいるようにも見える。男性の頭部の形もその表情も、当時よくみられた理想化された絵画作品とは一線を画していることから、個人的な依頼で制作された作品だと考えられている。わずかに金髪が描かれているようにも見えるが、男性は禿頭で表現されており、パノフスキーは「顔立ちは北欧風、衣装はブルゴーニュ風」と表現している。眉毛は明確には描かれておらず、まつ毛も19世紀の修復家によって描き足されたものと考えられている。狭い肩、結ばれた口元、か細い眉毛、うるんだ青い瞳など、ファン・エイクの緻密な観察に基づく詳細表現技法が発揮された作品である。男性はおそらく法文書か、書簡、小論文のような巻物を手にしている。ファン・エイクの肖像画のモデルは、自身の専門技能を示すものを持っていることが多い。
画面左から射し込む光が男性の横顔を浮かび上がらせ、陰となって徐々に画面右へと消えていく。これはファン・エイクの初期の肖像画によく見られる表現である。男性の容貌は若々しく、流麗で柔らかな曲線を描く筆致によって、柔和な表情と滑らかな肌が表現されている。男性が持つ鷹揚とした温かい印象についてメイスは「レンブラント風の穏やかさと共感」と表現している。やや平たい顔と尖った鼻先と頬骨をもつ、ずんぐりとした体躯のこの男性の容貌は端正とは言い難く、パノフスキーは年若い「フランドルの農民」と評している。ダネンスは「短い上向きの」鼻と「突き出した」頬骨をしたこの男性からは実直な印象を受けるとしている。

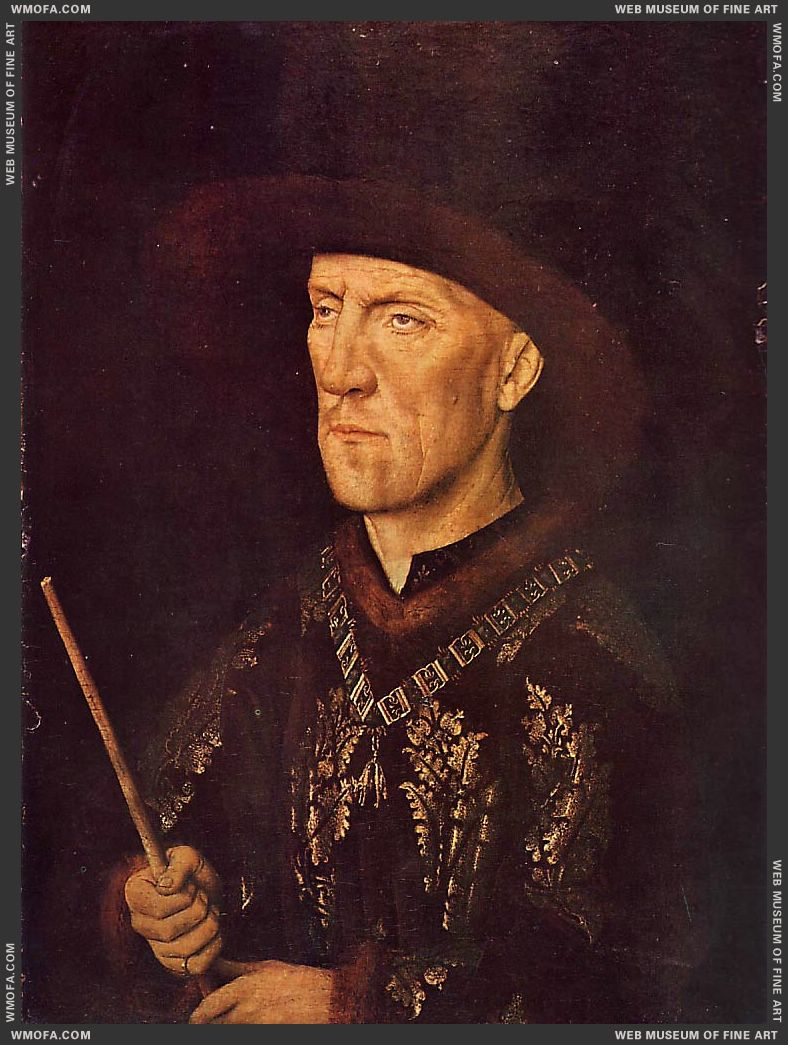
ベルリンの絵画館が所蔵する、ファン・エイクが1435年頃に描いた『ボードワン・ド・ラノワの肖像』。ファン・エイクのほかの初期肖像画と同じく、描かれている男性は自身の専門技能と社会的地位を示す象徴を手にしている。リールの統治者で金羊毛騎士団の一員でもあったド・ラノワが手にしているのは、高位の軍人だけが所有を許されたバトン（杖）である。

多くの美術史家が、男性の表情と謎めいた雰囲気には違和感があると指摘している。メイスは描かれている男性の表情を「地味で素朴」と評し、『ヘントの祭壇画』の下部パネルである「神秘の子羊の礼拝」に描かれている男性たちの表情との類似点を指摘した。しかしながら後にメイスは、パノフスキーが唱えた「皺のよった額、一見夢見がちのようだが実は確かな洞察力を持つ瞳、確固たる意志にあふれる引き締まった大きな口元」という解釈を受け入れている。パノフスキーは、この男性の表情からは知性ではなく物想いと孤独が見て取れるとし「観察と分析ではなく、感情と創意の男の顔だ」としている。
肖像画ではとくに指の描写に細心の注意を払っていた同時代の画家ロヒール・ファン・デル・ウェイデンとは異なり、ファン・エイクはどの肖像画でも同じような手を描く傾向があった。『ティモテオスの肖像』の男性の両手は、おそらく後からファン・エイク自身あるいは工房の弟子によって描き直されたと考えられている。1435年ごろにファン・エイクが描いた『ボードワン・ド・ラノワの肖像』の男性の両手と『ティモテオスの肖像』の男性の両手の表現は非常によく似ている。『ティモテオスの肖像』の男性が「大事そうに握りしめている巻物は、この男性が法律の専門家であることを示唆しているか、あるいは可能性としては低いが何らかの法的証書を象徴する目的で描かれている」と、美術史家ティル＝ヘルガー・ボルヘルトは解釈している。いずれにせよ、男性は重々しい衣服を身に付けていないため、中流階級の人物だと考えられる。しかしながら、当時のブルゴーニュで王侯貴族以外の肖像画は極めて稀であることから、この男性もブルゴーニュ宮廷の主要な一員だったことは間違いない。

### 銘
『ティモテオスの肖像』画面下部の石造りを模した欄干には三行の銘が描かれているが、模写作品には一行目と二行目の銘は描かれていないことが多い。ギリシア語で記された銘はところどころが意味不明で、ファン・エイクの綴り間違いか、ギリシア語に不慣れなために語間を間違えているとする美術史家もいる。しかしながらパノフスキーは、『ティモテオスの肖像』の銘にある間違いがビザンチンの文章にもよく見られるとし、ファン・エイクがこのような信頼の置けない文章を手本にしたために、間違いを犯してしまったのではないかという可能性を指摘した。
白色のチョークで書かれたような一行目の銘はギリシア語の「TγΜ.ωΟΕΟς」と読める。1857年にロンドンのナショナル・ギャラリーの館長だったチャールズ・ロック・イーストレイク (Charles Lock Eastlake) が、このギリシア語をアルファベットの「Timotheos （ティモテオス）」に転写した。「THEOS」の前にはピリオドがあり、「THEOS」はギリシア語では神を意味する。「THEOS」の前の「o」はおそらく過去時制を意味し、この2点を組み合わせると「ティモテオス、かつての神」と読むことが出来る。二行目には12世紀ごろの中世フランス語が記されている。「LÉAL SOVVENIR」は「忠臣の追悼」あるいは「誠実なる思い出」という意味であり、欄干に刻み込まれたような表現で三行の銘のうちもっとも大きな書体で描かれている

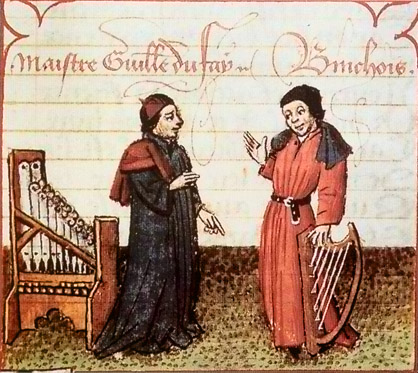
マルタン・ル・フランの著作『女権擁護論者』の挿絵。左が15世紀ブルゴーニュ楽派を代表する音楽家ギヨーム・デュファイで、右がこの作品のモデルである可能性が指摘されているジル・バンショワである。

一行目と二行目の銘から『ティモテオスの肖像』は死者を偲ぶ追悼画だといわれている。美術史家スーザン・ジョーンズは、古代ローマの墓石には故人を偲ぶ墓碑銘が欄干のような段に刻まれていることが多いことを指摘し、ファン・エイクがこのような風習をフランスを訪れた際に知ったのではないかとしている。三行目には「Actu[m] an[n]o d[omi]ni.1432.10.die ocobris.a.ioh[anne] de Eyck」とあり、「我らが主の1432年10月10日にヤン・ファン・エイクが描きあげし」という意味になる。

## 描かれている男性の特定
イーストレイクが一行目の銘を「Timotheos」と転写したのは正しいと考えられており、この銘が固有名詞であることもまず間違いない。しかしながら16世紀の宗教改革以前には、アルプス以北の北方ヨーロッパにおいて「ティモテオス（ティモシー）」という名前はほとんど見られない。ゲルマン風の名前でもないため、「ティモテオス」はルネサンスが理想とした古代ギリシアの人名に仮託されているのではないかとされてきた。このため美術史家たちは、古代ギリシアの歴史や伝説の人物から、この「ティモテオス」を特定しようと試みている。アテネやシリアで有名な「ティモテオス」は軍人であり、『ティモテオスの肖像』の男性が軍服姿ではないため、候補から外されてきた。聖パウロの弟子で宣教旅行にも同行した、エフェソスの初代主教聖ティモテオスも、『ティモテオスの肖像』の男性が高位の聖職服姿ではないため除外されている。美術史家エルヴィン・パノフスキーは、古代ギリシアの詩人、音楽家ミレトスのティモテオス (en:Timotheus of Miletus) だという説を唱えた。そしてこの『ティモテオスの肖像』に描かれている男性も音楽家であり、当時のブルゴーニュ宮廷で高く評価されていた教会音楽家ジル・バンショワだと推測した。しかしながらパノフスキーよりも後世の美術史家ローン・キャンベルはパノフスキーの説には懐疑的で、描かれている男性が「聖職服を着ていない」ことを指摘し、描かれている男性が法律の専門家であるという説を唱えた。その根拠として三行目の銘の文体が法律文書に酷似していることを挙げ、男性が法律の専門家であることをファン・エイクが強調しているのではないかとしている。パノフスキー以降の研究者で、描かれている男性が法律関係者だったと推測する美術史家は他にも存在し、ガイ・バウマンやウェンディ・ウッドはキャンベルと同じく三行目の銘が法律文書のような文体であることを、ティル＝ヘルガー・ボルヘルトは男性が手にする巻物を、それぞれ根拠としている

## 保存状態
『ティモテオスの肖像』の保存状態は良好とはいえない。おそらく後世に加えられたと思われる、頭部の画肌最上面の透明な層は黄色に変色している。表層に塗布されているワニス層が経年変化で劣化してオリジナルの色彩を隠しているほか、これまで幾度となく修復された痕跡も残っている。帽子の下の薄い頭髪が除去されているなど、過去の修復過程で男性の外貌も変更されている。パネル裏面に張られた大理石板は時代とともに剥落しつつある。ロンドンのナショナル・ギャラリーは、『ティモテオスの肖像』を購入した1857年に「僅かな損傷」を修復した。キャンベルは後世の修復家たちの仕事ぶりが不完全で「どちらかといえば作品に余計な悪影響を与えた」と断じ、とくに男性の鼻腔、まつ毛、鼻などの描写が損なわれてしまっているとしている。

## 来歴
ファン・エイクのほかの作品や、多くの初期フランドル派の画家たちの作品と同じく、『ティモテオスの肖像』の来歴も、19世紀以前の来歴がほとんど残っていない。これは、初期フランドル派が長きにわたってほとんど忘れ去られていた画派であり、その絵画が19世紀になってようやく再評価され始めた作品群だったことにも一因がある。『ティモテオスの肖像』のパネル裏面には二本の横棒と小十字のマーキングがあり、おそらくこの作品を扱った画商あるいは過去の所有者の、商標や記章ではないかといわれている。しかしながら定説となっているわけではなく、このマーキングの出所も判明してはいない。1584以前に、スコットランド人風景画家カール・ロス（1816年 - 1858年）が『ティモテオスの肖像』を所有していたことが分かっている。その後、1857年にロンドンのナショナル・ギャラリーが購入した。また、ほぼ同時代に制作されたと思われる2点の複製画が存在し、ナショナル・ギャラリーが作者の特定を始めたという1857年の記録が残っているが、どちらも現存していない。そのうちの1点は、オリジナルの板絵と異なり銅版に描かれていたこと以外は精密に再現された模写であり、当時ナショナル・ギャラリーの絵画収集担当で、後に初代館長を務めたチャールズ・ロック・イーストレイクがイタリアのベルガモのローチス家コレクションから発見した作品である。もう1点も銅板に描かれた、イタリアのトリノのカステラーヌ・ハラハ伯が所蔵していた作品で、オリジナルよりも小さく「極めて低品質」な模写だった。